# Klášter milosrdných bratří (Praha)
Klášter milosrdných bratří Na Františku s kostelem svatých Šimona a Judy je někdejší konvent řádu milosrdných bratří (Hospitálský řád sv. Jana z Boha) na Starém Městě pražském, v lokalitě zvané Na Františku.

## Historie

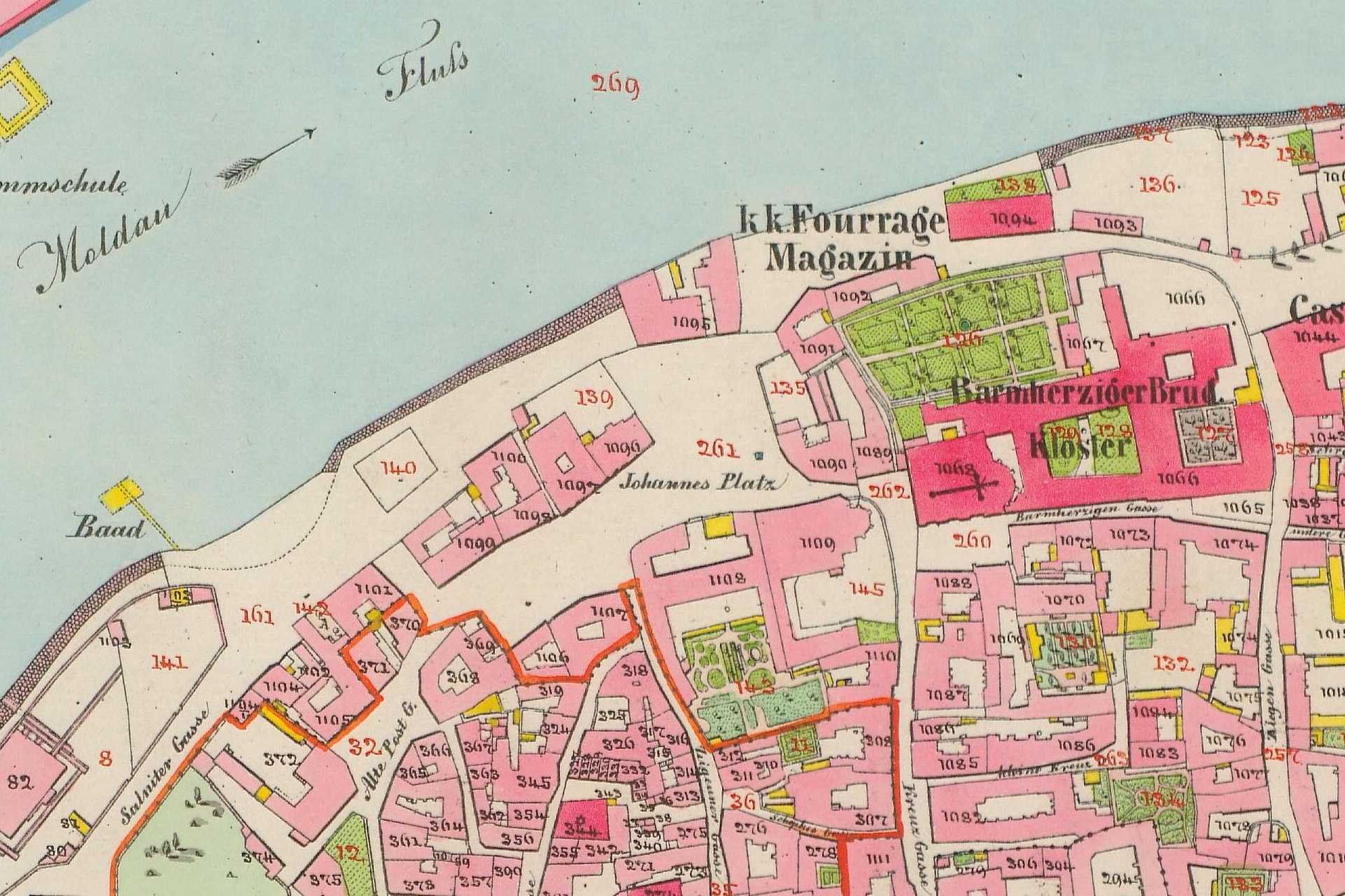
Praha, Staré Město, bývalé Janské náměstí na mapě stabilního katastru z roku 1852. Klášter milosrdných bratří s kostelem svatých Šimona a Judy je na východní straně náměstí.

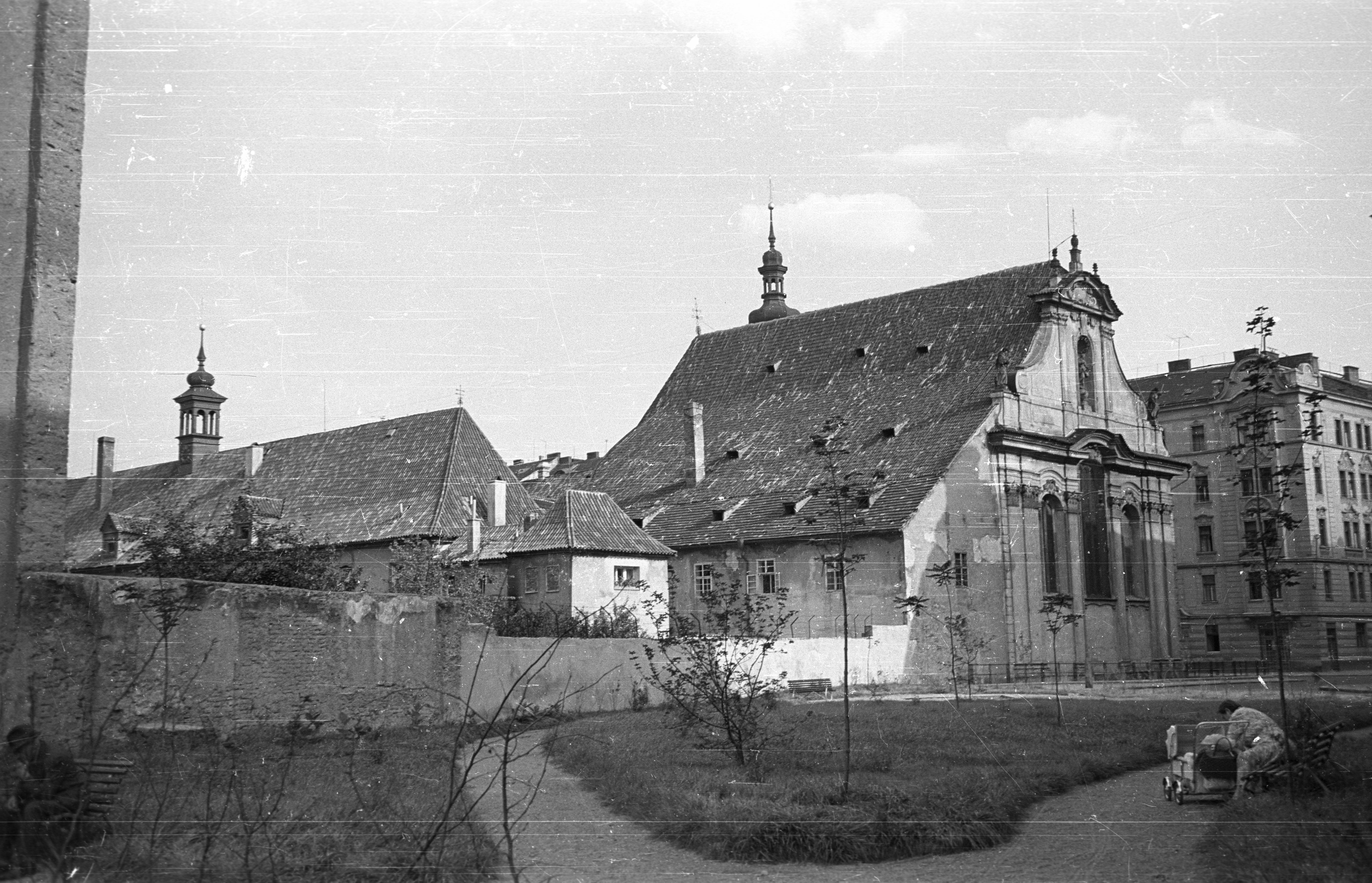
Část kláštera s kostelem. Foto z roku 1958.

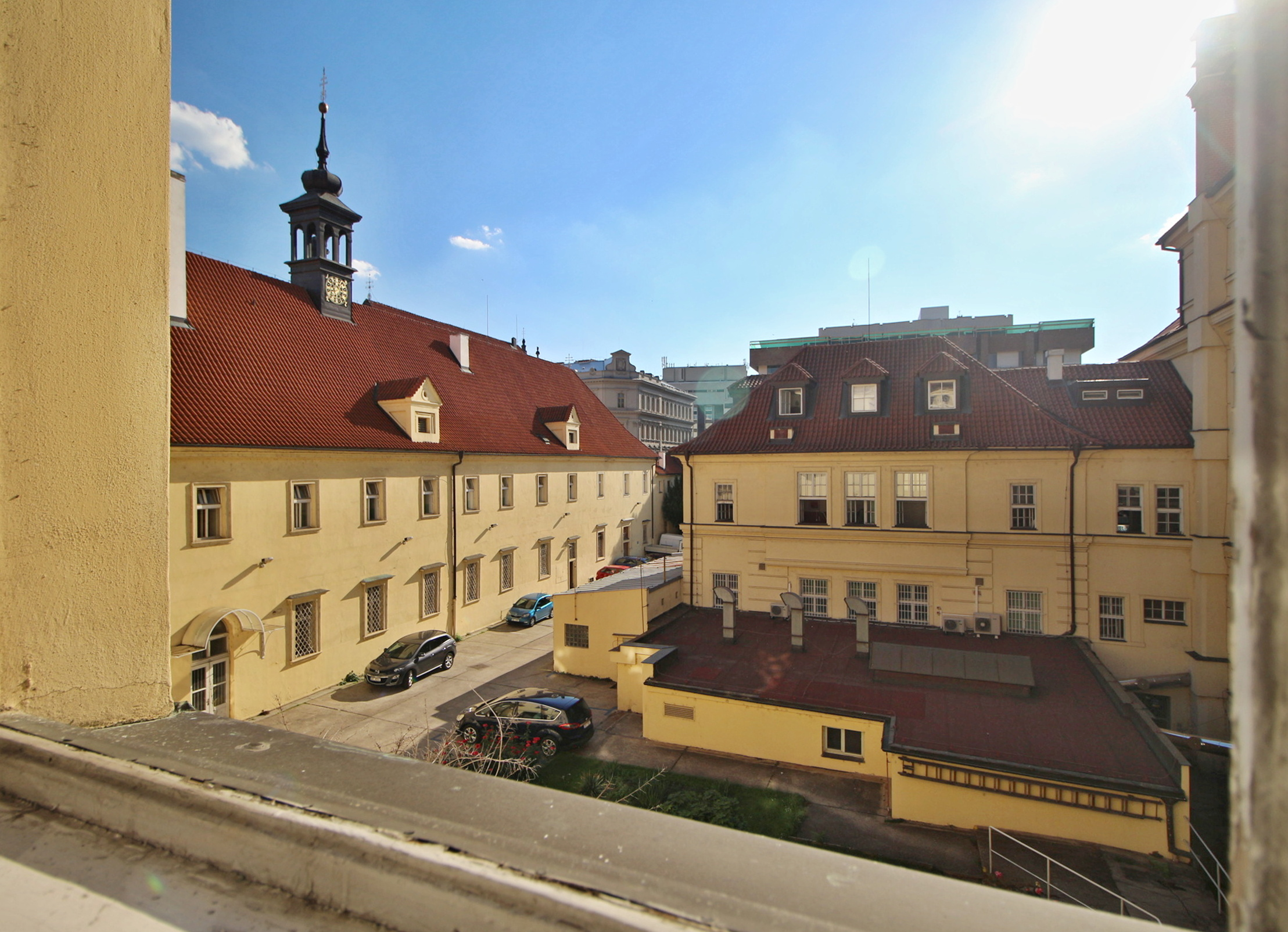
Dvůr kláštera Na Františku. Pohled z okna nemocnice

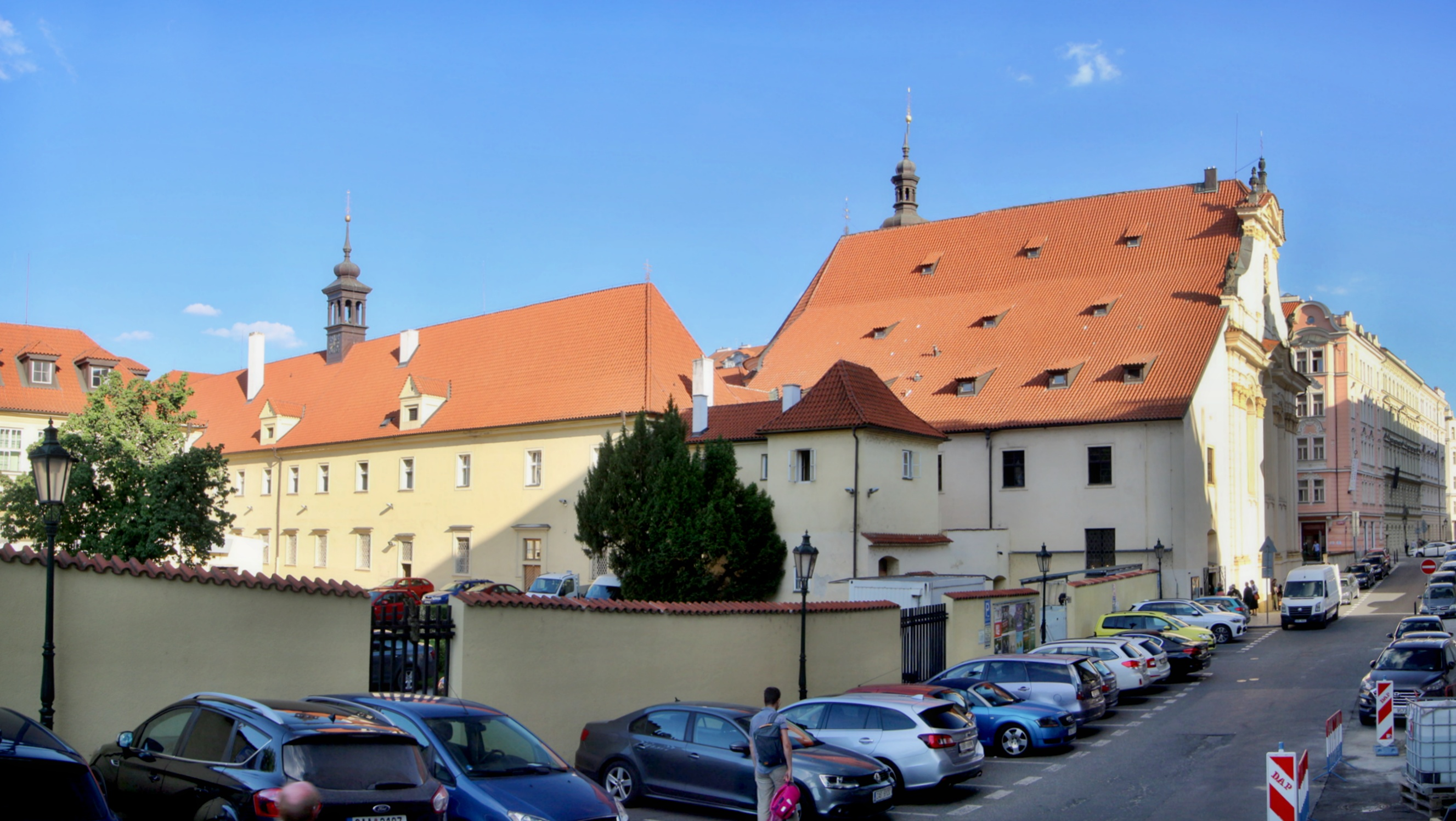
Klášter a kostel svatých Šimona a Judy

Klášter v pražské lokalitě zvané Na Františku je již od svého vzniku spojen s charitativním zdravotnickým zařízením, historicky je přímo spjat s dnešní nemocnicí Na Františku. První zdravotnické zařízení zde vzniklo zřejmě již v polovině 14. století. Na vltavském nábřeží Starého Města z této doby je doložena existence špitálu s kaplí. Ty založil pan Bohuslav z Olbramovic a po něm nechal stavbu dokončit první pražský arcibiskup Arnošt z Pardubic a v roce 1354 kapli svatých Šimona a Judy vysvětil.
Původní špitál ze 14. století zanikl v průběhu 16. století. V roce 1615 zdejší pozemky zakoupil Václav Vilém z Roupova pro českobratrský sbor a vedle původního kostela začala výstavba sborového chrámu. Během stavby však v roce 1617 došlo k provalení klenby, čímž se výstavba značně zdržela a chrám tak mohl být vysvěcen až 14. června 1620. Z důvodu politických událostí té doby však utrakvisté kostel využívali jen necelý rok. Starší kostel byl v roce 1618 upraven pro německé luterány.
Řád milosrdných bratří areál převzal od krále Ferdinanda II. na Štědrý den roku 1620. Špitální bratři velmi brzy započali s výstavbou zcela nového chrámu a klášterního komplexu. Nový kostel vznikl jako goticko-renesančních jednolodní chrám. Bratři se zjevně při výstavbě snažili vymezit vůči husitským uživatelům původního českobratrského sboru. Z něho byla zachována jen severní loď, kterou od nového kostela oddělovala zeď. Starý gotický kostel byl prakticky pohlcen novými budovami kláštera.
Klášter milosrdných bratří přibližně v dnešní podobě s nemocnicí vznikal postupně v letech 1620–1653 v místě zaniklého špitálu a nový klášterní kostel svatých Šimona a Judy byl postaven na místě dřívějšího českobratrského kostela.
Přibližně v letech 1700–1730 proběhla rozsáhlá barokní přestavba celého kláštera.
Další přestavby nemocničních křídel proběhly ve 20. století.